# Corgatha costimacula
Corgatha costimacula är en fjärilsart som beskrevs av Otto Staudinger 1892. Corgatha costimacula ingår i släktet Corgatha och familjen nattflyn. Inga underarter finns listade i Catalogue of Life.